# Maria Petrova (gymnastique)
Pour les articles homonymes, voir Maria Petrova et Petrova.
Maria Petrova est une gymnaste bulgare née le 13 novembre 1975 à Plovdiv, ayant pratiqué la gymnastique rythmique à très haut niveau de 1991 à 1996.

## Biographie
Maria est née le 13 novembre 1975 à Plovdiv (Bulgarie). Elle fit partie du club SC Levski Sofia, ses principaux entraineurs ayant été Nechka Robeva et Natalia Moravenova. Maria se fit connaître grâce à ses quatrièmes places mondiales aux finales ballon et massues à Athènes (1991), décrochées alors qu'elle n'avait que 16 ans. Durant la poursuite de sa carrière, elle reçut de nombreux prix, tels que trois titres successifs de championne mondiale. Sa carrière prit fin en 1996, Maria avait alors 21 ans.En 1992, elle devient Championne d’Europe avec un score de 40 points sur 40 possibles.
Elle est désormais juge internationale pour la Bulgarie, tout en se consacrant à son métier de professeure des écoles.

## Qualités gymniques
Maria ne possédait pas particulièrement une très bonne technique ni une grande souplesse mais possédait une grande grâce. On l'appréciait aussi beaucoup pour son dynamisme et sa capacité à faire vivre son enchaînement à travers son public.

## Palmarès

### Championnats du monde
| Épreuve/Année    | Athènes 1991 | Bruxelles 1992 | Alicante 1993 | Paris 1994 | Vienne 1995 | Budapest 1996 |
| ---------------- | ------------ | -------------- | ------------- | ---------- | ----------- | ------------- |
| Par équipes      | 2e           | -              | 1re           |            | 2e          |               |
| Concours général | -            | 2e             | 1re           | 1re        | 1re         |               |
| Corde            | -            | 7e             | -             |            | 2e          | -             |
| Cerceau          | -            | 3e             | 1re           | 1re        |             |               |
| Ballon           | -            | 2e             | 1re           | 3e         | -           | 2e            |
| Massues          | -            | 2e             | 3e            | 2e         | 1re         | 3e            |
| Ruban            | -            | -              | 1re           | 2e         | -           | -             |
| Par ensemble     | -            | -              | -             | -          | -           | -             |